# 東亞摺葉蘚
東亞摺葉蘚（学名：Palamocladium macrostegium）为青蘚科棉蘚屬下的一个种。

## 扩展阅读
- 維基物種上的相關：東亞摺葉蘚